# Frenkie de Jong
Frenkie de Jong (* 12. května 1997, Gorinchem) je nizozemský reprezentační fotbalista hrající na pozici záložníka. Od léta 2019 působí ve španělské Barceloně.
V sezóně 2018/19 dosáhl s Ajaxem semifinále Ligy mistrů. Ve dresu nizozemského národního týmu získal roku 2019 stříbro v premiérovém ročníku Ligy národů UEFA.
Pro svůj talent je srovnáván s největšími legendami nizozemského fotbalu jako byli Johan Cruijff, Ruud Gullit anebo Frank Rijkaard. Objevila se také srovnání s Franzem Beckenbauerem.

## Klubová kariéra

### Willem II
V dětství i dospívání hrál fotbal za celek Willem II Tilburg. Seniorský debut prožil dva dny před 18. narozeninami proti Den Haagu v květnu 2015.

### Ajax
Poté co zaujal sportovního ředitele Marca Overmarse, zamířil de Jong do amsterdamského Ajaxu.
Počáteční dva roky balancoval mezi A-týmem a týmem do 21 let.
V roli střídajícího náhradníka se objevil ve finále Evropské liga UEFA 2016/17, do hry vkročil v 81. minutě na místo Riedewalda. Ajax však prohrál s Manchesterem United 0:2.
Počínaje ročníkem 2017/18 se začal naplno prosazovat do základní sestavy a utvořil mladou stoperskou dvojici s Matthijsem de Ligtem.
Odehrál celé prosincové utkání proti PSV Eindhoven, které Ajax doma opanoval a zvítězil 3:0.

#### Sezóna 2018/2019
Základní skupinu milionářské Ligu mistrů Ajax odstartoval 9. září 2018 domácím vítězstvím nad AEK Athény 3:0, při kterém si De Jong zahrál na stoperu vedle Daleyho Blinda.
Potíže s lýtkem jej nevpustily do zápasu proti Bayernu (1:1),
ostatní skupinové zápasy ale odehrát stihl a pomohl Ajaxu projít do osmifinále bez prohry.
Na konci ledna byl de Jong u ligové prohry 2:6 na hřišti Feyenoordu,
Ajaxu zkomplikovala boj o titul, z čehož mohlo těžit PSV. Další prohra přišla proti Heraclesu, trenér Erik ten Hag navíc v 79. minutě stáhnul de Jonga kvůli svalovému zranění.
V polovině února 2019 doma Ajax přivítal Real Madrid a i díky kontroverzně neuznanému gólu prohrál se Španěly 1:2, de Jong odehrál plných 90 minut.
De Jongův skvělý výkon v březnové odvetě na Santiago Bernabéu, ale i kolektivní výkon Ajaxu vedl k výhře 4:1 a k postupu do čtvrtfinále.

### FC Barcelona
V lednu 2019 si jeho služby zajistila Barcelona, která Ajaxu zaplatila přestupovou částku 86 milionů eur (v přepočtu 2,2 miliardy korun).
Trenér Ernesto Valverde ho nasadil do úvodního utkání La Ligy na hřišti Bilbaa, jeho osobní debut byl však zastíněn porážkou 0:1.
Ve druhém utkání před zraky fanoušků na Camp Nou se předvedl v lepším světle, byla mu totiž svěřena více ofenzivní role, na hřišti navíc oproti prvnímu utkání hrál defenzivně schopný Sergio Busquets, což de Jongovi uvolnilo „ruce“.
Barcelona vyhrála nad Betisem 5:2 a získala první tři body. Proti Osasuně ve třetím kole byl u remízy 1:1.
Ve čtvrtém ligovém utkání se poprvé gólově prosadil a přispěl k vítězství 5:2 nad Valencií. Už po dvou minutách nahrál na gól 16letému Ansuovi Fatimu, sám pak přesnou střelou zvýšil na 2:0.
Druhý gól v sezóně vsítil po Messiho přihrávce proti Betisu 9. února 2020 a pomohl katalánskému mužstvu vyhrát 3:2 a udržet tým tři body za Realem Madrid.

## Reprezentační kariéra
De Jong odehrál první reprezentační zápas 6. září 2018 při přátelském střetnutí Nizozemska s Peru. Nastoupil do druhého poločasu a asistoval brance Memphise Depaye na 1:1. Nizozemsko nakonec vyhrálo 2:1.
O tři dny později odehrál celý úvodní zápas premiérové Ligy národů UEFA s Francií, poté co si získal důvěru trenéra Koemana v zápase s Peru. Proti mistrům světa nezklamal, Nizozemsko přesto prohrálo 1:2.
V září 2019 odehrál celé utkání kvalifikace na Mistrovství Evropy 2020 proti Německu na jeho půdě. Nizozemsko rivala porazilo 4:2 a de Jong se blýskl vyrovnávacím gólem na 1:1. V 59. minutě si naběhl na centr Ryana Babela, využil zaváhání Nica Schulze a z první překonal brankáře Manuela Neuera.
O tři dny později nastoupil proti Estonsku a byl u další kvalifikační výhry, tentokráte 4:0.

## Úspěchy
Individuální
- nejlepší mladý fotbalista Ligy národů podle UEFA: 2019[22]
- nominace na Zlatý míč: 2019 (11. místo)[23]
- Tým roku podle UEFA – 2019[24]
- Světová jedenáctka FIFA FIFPro – 2019[25]